# Шуонийоки
Шуонийоки (устар. Шуони-йоки) — река в России, протекает по Мурманской области. Вытекает из озера Шуонияур, впадает в озеро Куэтсъярви. Длина реки составляет 26 км, площадь водосборного бассейна 386 км².

## Притоки
- В 8,2 км от устья по левому берегу реки впадает река Касесйоки.
- В 18 км от устья по правому берегу реки впадает река Камагайоки.

## Данные водного реестра
По данным государственного водного реестра России относится к Баренцево-Беломорскому бассейновому округу, водохозяйственный участок реки — реки бассейна Баренцева моря от реки Патсо-Йоки (граница РФ с Норвегией) до западной границы бассейна реки Печенга. Речной бассейн реки — бассейны рек Кольского полуострова, впадает в Баренцево море.
Код объекта в государственном водном реестре — 02010000112101000000207.